# Kaple svatého Cyrila a Metoděje (Hlavatá)
Kaple svatého Cyrila a Metoděje na Hlavaté v Beskydech je církevní poutní stavba. Vysvěcena byla roku 1924.

## Popis stavby
Kaple byla vystavěna v lidovém slohu, připomínajícím stavby Dušana Jurkoviče. Jiný zdroj označuje kapli za stavbu severského typu. Stojí v části Bílá (Horní Bečva). Roubená kaple obdélného půdorysu byla postavena v roce 1922 a zasvěcena sv. Cyrilu a Metodějovi.
Hlavní portál má nad sebou malou stříšku v podobě zmenšené podlomenice. Opěrné sloupky jsou zdobeny dekorativním vyřezáváním, stejně jako je vyzdobeno ploché deštěné orámování oken. Ve štítě nad vstupem je lidová dřevořezba Panny Marie. Nad oltářem se nachází okenní vitráž s postavami patronů kaple.